# Lucie Tepea
Lucie Tepea (ur. 21 kwietnia 1985) – lekkoatletka reprezentująca Polinezję Francuską, specjalizująca się w skoku o tyczce.

## Rekordy życiowe
- skok o tyczce - 3,01 (2009) rekord Polinezji Francuskiej[1]